# Myromeus fulvonotatus
Myromeus fulvonotatus är en skalbaggsart som beskrevs av Fisher 1925. Myromeus fulvonotatus ingår i släktet Myromeus och familjen långhorningar.
Artens utbredningsområde är Filippinerna. Inga underarter finns listade i Catalogue of Life.